# Atorf & Propfe
Atorf & Propfe war eine Maschinenfabrik mit Sitz in Paderborn, die 1893 gegründet wurde. Sie entwickelte, produzierte und vertrieb in den ersten 30 Jahren des 20. Jahrhunderts Ausrüstungsgegenstände für den Einsatz in Mühlen.
Die ersten Produkte – noch eng an den Arbeitsprozess einer Getreidemühle angelehnt – waren vermutlich Vorrichtungen zur Reinigung des Getreides oder des Mahlgutes vor bzw. nach dem Mahlprozess, also Aspirateur und Sichter. Etwas später – im Zuge der Elektrifizierung – lieferte man auch elektrisch betriebene Schlagmühlen an landwirtschaftliche Betriebe. Etwa um 1915 kamen erstmals auch Elemente wasserbaulicher Anlagen hinzu, z. B. Stauwehre, Schütze, Schleusenanlagen oder auch Wasserturbinen als Ersatz für hölzerne Mühlräder für den Antrieb von Mahlwerken oder auch zur Erzeugung elektrischer Energie – etwa Turbinen nach Francis-Bauart. Es wurden auch Teile von Turbinen – wie etwa Laufräder oder Regler geliefert.
Im Strudel der Weltwirtschaftskrise von 1929 verliert sich die Spur, nach 1931 gibt es keine Hinweise mehr auf Aktivitäten des Unternehmens.

## Unternehmensgeschichte
Um 1896 wurde erstmals der Mühlenbaumeister Anton Atorf in den Adressbüchern der Stadt Paderborn erwähnt. Seine Wohnung lag in der Jühengasse. Er gründete im Jahre 1893 die Firma Atorf & Propfe, Maschinenfabrik und Mühlenbauanstalt. Die Firma hatte zwischen 1910 und 1928/1929 ihren Sitz auf der Detmolder Straße 34 in Paderborn. Danach lässt sie sich nicht mehr nachweisen. Über den Teilhaber Propfe liegen keine Informationen vor.
Der Beruf des Gründers legt die Vermutung nahe, dass sich das Produktspektrum zunächst nur auf mühlenbautechnische Geräte bezog. So ist zum Beispiel aus der Schäferkämper Wassermühle ein Sichter bekannt, der dort vermutlich um die Jahrhundertwende oder kurz danach eingebaut worden ist.
Im Jahre 1914 wurde per Zeitungsinserat ein Vertriebsmitarbeiter – also ein Vertreter – gesucht, wobei besonders auf die Schrotmühle AGRA als wesentlichem Produkt verwiesen wurde. Vermutlich wurden solch kleinere Schlagmühlen in den ersten 20 Jahren des 20. Jahrhunderts nicht nur an Mühlen, sondern in zunehmendem Maße auch an landwirtschaftliche Betriebe verkauft, die sich durch die im westfälischen Raum bis etwa 1920 währende Elektrifizierung in die Lage versetzt sahen, selber ihr geerntetes Getreide weiterzubearbeiten und sich von Mühlen unabhängig zu machen.
Aus dem Jahr 1913 ist der Katalog einer Ausstellung bekannt, die vom 21. Juni bis September in Paderborn stattfand.
Unter der Nummer 187 auf S. 20 ist dort verzeichnet: Fr. Atorf & Propfe; Paderborn Mühlenbauanstalt und Maschinenfabrik. Sämtliche Müllereimaschinen und Mühlenteile, welche in der Hauptsache zur Einrichtung einer modernen Mühle gehören. Die Maschinen sind teilweise im Betriebe. Außerdem stellen wir eine Turbine und einen Turbinenregulator sowie Schrotmühlen für landwirtschaftliche Betriebe auf. Gleichzeitig verweisen wir auf unsere modern eingerichtete Fabrik, deren Besichtigung wir den Besuchern der Ausstellung empfehlen, da sie nur 5 Minuten von derselben entfernt ist.

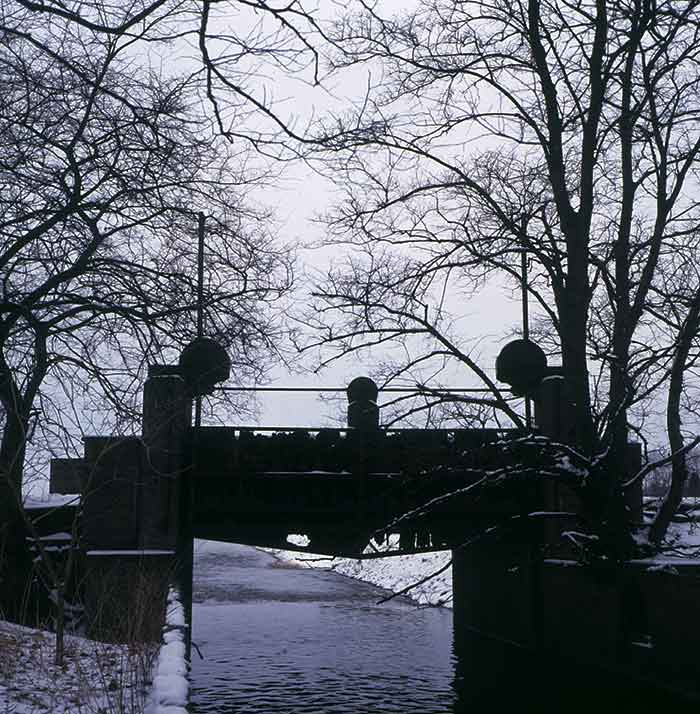
Stauwerk der münsterischen Aa

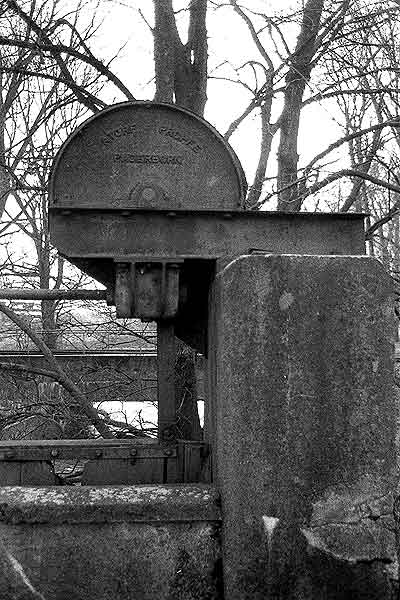
Stauwerk der münsterischen Aa mit Atorf & Propfe Schriftzug

Hier wird also bereits auf eine zusätzliche Produktlinie verwiesen – nämlich Turbinen und Turbinenteile. Zu dieser Produktlinie, die man im Wesentlichen umschreiben konnte mit Elemente und Systeme wasserbaulicher Anlagen gehörten dann etwas später auch Stau-, Wehranlagen oder Schützenwehre, wie sie zumindest bei mittel- und oberschlächtigen Wassermühlen eingesetzt wurden.
Francis-Turbinen wurden seit etwa 1910 vermehrt als Ersatz von defekten Mühlrädern eingesetzt. Es gibt hierzu einige Beispiele aus den Niederlanden. Hieraus wird in der Hauptsache das Geschäft von Atorf & Propfe bestanden haben. Die Produktpalette der Abteilung Turbinenbau war durchaus beeindruckend, wie aus einem Prospekt hervorging. Die Wirkungsgrade werden deutlich besser gewesen sein als bei hölzernen Mühlrädern, und das bei kleineren Abmessungen.
Dem Kreisarchiv Paderborn liegt ein Angebot von Atorf & Propfe vor zur Melioration des Aftetales vom 3. März 1922. Dieses Angebot wurde auf Anfrage des Kreiskultur Bauamtes Büren erarbeitet und zugestellt und betrifft Schleusenanlagen wie dem begleitenden Anschreiben zu entnehmen ist. Es wurden solche Schleusenanlagen unterschiedlicher Abmessungen (und demzufolge auch zu unterschiedlichen Preisen) jedoch gleicher Konstruktion angeboten. Lt. Angebot besteht jede Schleusenanlage aus einem Rahmen, in dem ein Schützenwehr angebracht ist, das über eine Handkurbel und ein Gestänge angehoben oder abgesenkt werden kann.
Vermutlich gingen die Geschäfte gegen Ende der 1920er Jahre immer schlechter, vielleicht als Folge der Weltwirtschaftskrise. Für den Firmensitz in Paderborn gibt es nach 1929 keine Belege mehr. Aus dem Jahr 1931 ist noch eine Aktivität bekannt, hier wurden an der Groote, Oude of Banmolen in der Gemeente Meerssen die Wasserräder gegen eine doppelte horizontale Francisturbine mit insgesamt 75 PS Leistung ersetzt.
Nach 1931 verliert sich die Spur von Atorf & Propfe.

## Produkte

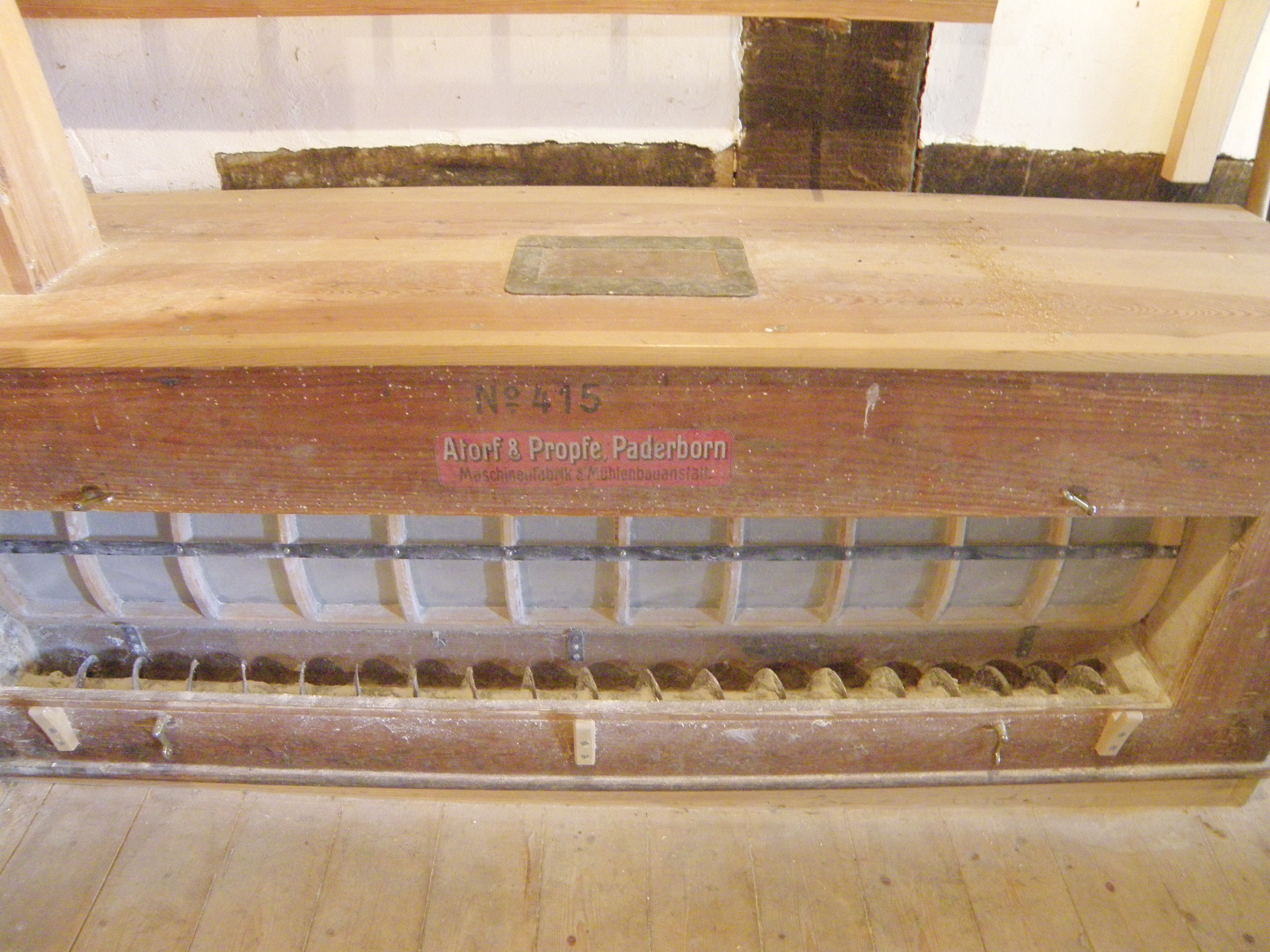
Sichter N^{o} 415 in der Schäferkämper Wassermühle, Fa. Atorf & Propfe

Atorf & Propfe produzierte Geräte zur technischen Ausstattung von Mühlen. So sind beispielsweise Sichter bekannt. Ein sehr schönes Beispiel steht mit der „No 415“ in der Schäferkämper Wassermühle in Bad Westernkotten. Diese Sichter dienten der Veredelung von Schrot, indem die Kleie mit einem feinmaschigen Sieb herausgefiltert wurde. Diese Geräte waren vermutlich Einzelanfertigungen, die durch Transmissionsriemen angetrieben wurden und sich daher den räumlichen Gegebenheiten jeder Mühle anzupassen hatten.

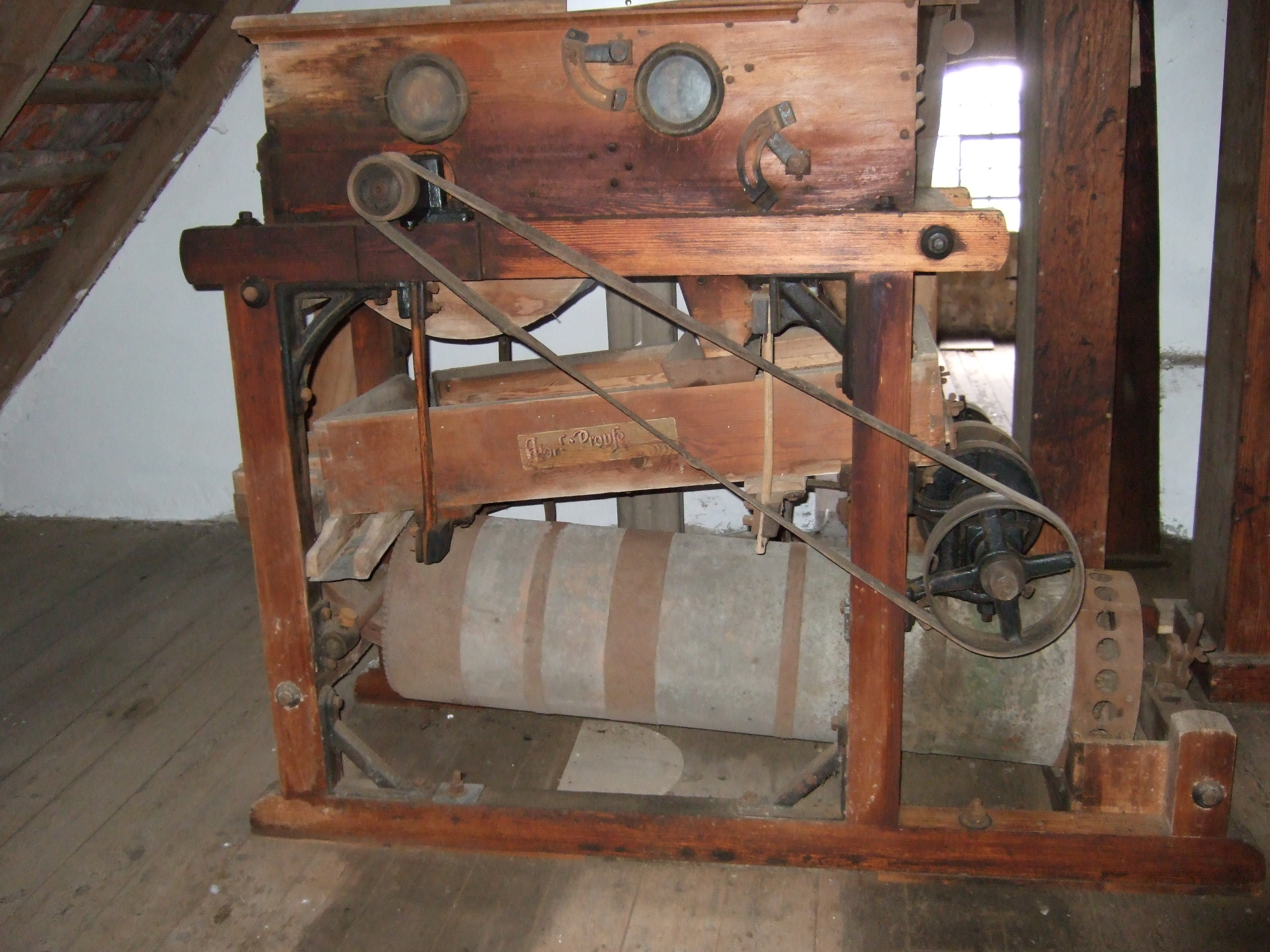
Aspirateur und Trieur von Atorf&Propfe

Dies gilt nicht für die Schlagmühlen vom Typ AGRA. Diese wurden an landwirtschaftliche Betriebe verkauft. Man muss daher davon ausgehen, dass diese elektrisch angetrieben wurden. Eine Anpassung an lokale Gegebenheiten war daher nicht notwendig, eine serielle Produktion somit wahrscheinlich.
Leider ist kein noch existierendes Beispiel bekannt.
Turbinen und Turbinenteile nehmen aufgrund ihrer Komplexität, ihrer Werkstoffe und der damit verbundenen Notwendigkeit einer maschinellen Bearbeitung eines Sonderstellung ein. Der damals vorherrschende Trend, Wasserkräfte noch besser nutzbar zu machen, als es mit Mühlrädern möglich gewesen wäre, führte zur Aufnahme von
Turbinen und Turbinenteilen ins Produktprogramm. Es gab drei Produktreihen, die je nach Höhe des vorherrschenden Wasserstroms und der Gegebenheiten der Einbausituation zum Einsatz kamen:
| Bauform                        | Gefälle d. Wassereinlaufs | Wassermenge | Einbau                   | Kraftabnahme                                |
| ------------------------------ | ------------------------- | ----------- | ------------------------ | ------------------------------------------- |
| Turbine m. vertikaler Welle    | gering                    | groß        | offener Betonschacht     | konisches Räderpaar, über horizontale Welle |
| Turbine mit horizontaler Welle | unter 6 m                 | mittel      | offener Betonschacht     | Direktabnahme                               |
| Turbine mit horizontaler Welle | über 6 m                  | gering      | eisernes Turbinengehäuse | Direktabnahme                               |

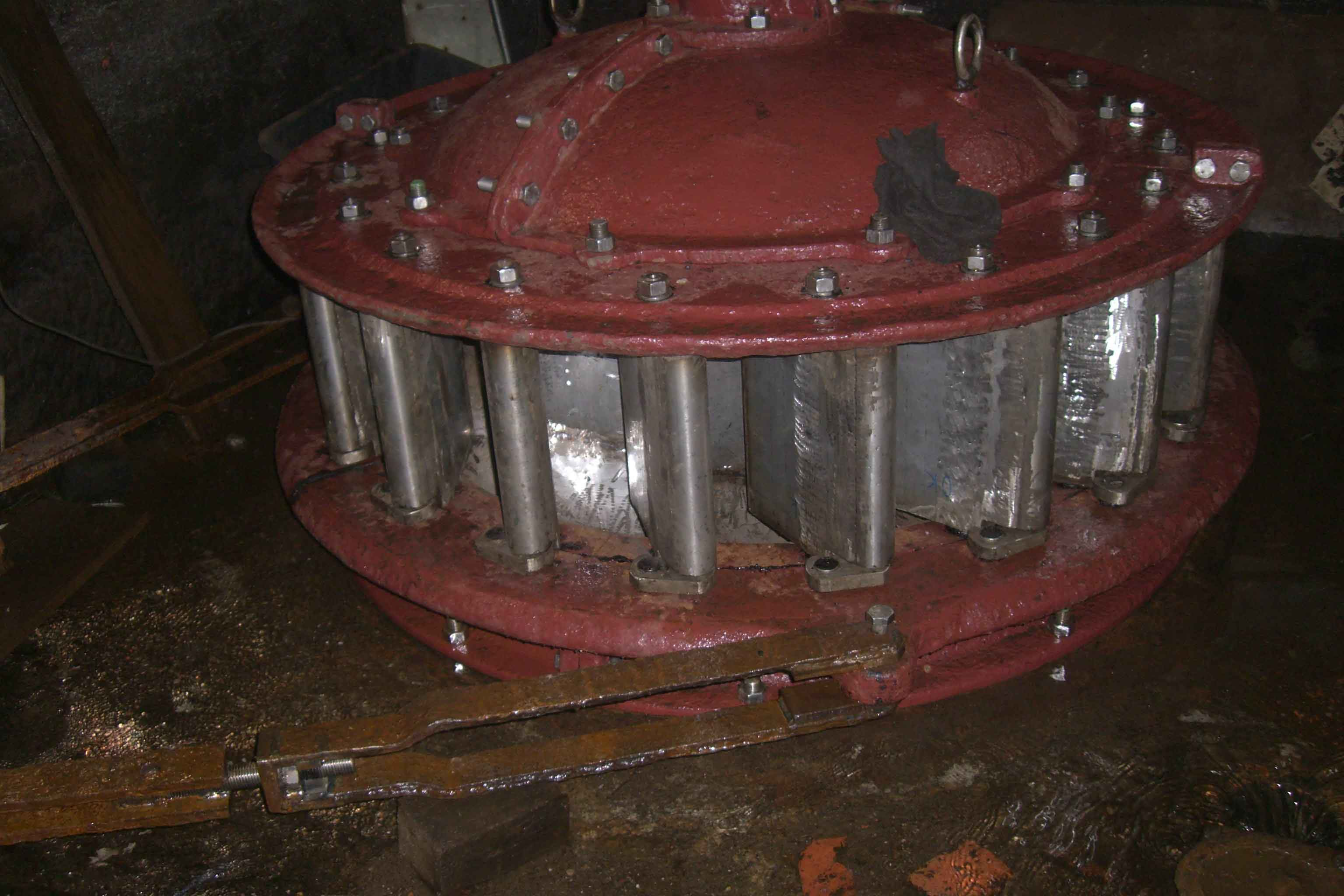
Turbine der Scheeßeler Mühle, Baujahr 1926, Fa. Atorf & Propfe

Letztere bieten nach Angaben des Firmenprospektes den Vorteil einer flexiblen Anordnung im Mühlengebäude, wobei das Wasser dann in Rohrleitungen zugeführt werden muss. Auch eine Anordnung zweier Spiralturbinen auf einer gemeinsamen horizontalen Welle ist denkbar, um auf veränderliche Wassermengen flexibel reagieren zu können: die zweite Turbine würde dann abgekuppelt werden. Vorteile der Produkte von Atorf & Propfe werden folgendermaßen geschildert:
- keine Beeinträchtigung von Lebensdauer und Leistungsfähigkeit durch Rostbildung
- Spaltverluste zw. Laufrad und Leitapparat unterhalb 1 mm
- dreifach gelagerte Turbinenwelle
- Leitschaufeln mit Metall ausgebuchst, dies gilt ebenso für die Lenker zur Bewegung der Schaufeln des Leitapparates
- sichere Regulierung des Leitringes
- jede einzelne Leitschaufel ist auswechselbar

Nach Ansicht von Atorf & Propfe sind die vertriebenen Produkte wegen einer Vielzahl von Alleinstellungsmerkmalen erstklassig und werden von keinem Fabrikat übertroffen.

## Noch vorhandene Spuren
Bis auf das eine bekannte und bereits erwähnte Beispiel eines noch betriebsbereiten Sichters in einer Getreidemühle (siehe oben) sind nur noch Turbinenräder und -gehäuse als noch existente Beispiele bekannt. Fast alle Turbinen sind in Mühlen im niederländischen Raum verbaut, alle ersetzten durch ihren Einbau hölzerne Mühlräder, die entweder defekt waren oder nicht mehr ausreichend leistungsfähig.

### Bovenste Molen
Bei der Renovierung der Kornmühle wurde das Mühlrad durch eine Francisturbine ersetzt. Atorf & Propfe lieferte im Jahr 1914 die Turbine und das Mahlwerk. Die vertikal angeordnete Turbinenwelle trieb die beiden Mahlgänge mit jeweils 17er Mühlsteinen über Riemengetriebe an. Der Antrieb selbst befand sich in einem Turbinenhaus mit Pultdach. Die hölzerne Konstruktion wurde im Jahr 1950 durch Beton ersetzt.

### Grathemermolen
Der Besitzer Tijssen ließ die Mühle 1915 umbauen, wobei das Mühlrad durch eine Francisturbine ersetzt werden durfte. Die vertikale Francisturbine entwickelte bei einer Wassermenge von 1300 l/s eine Leistung von 10 PS. Turbine und Triebwerk wurden von A&P geliefert und installiert.

### Baalsbruggermolen
Das Wasserrad der Mühle wurde im Jahr 1916 durch Hochwasser zerstört. Die Provinzverwaltung erteilte die Zustimmung für die Errichtung einer Francisturbine. Atorf & Propfe lieferte noch im selben Jahr die Turbine und ein entsprechendes Getriebe. Anstelle des zerstörten Rades wurde ein Turbinenhaus mit Pultdach gebaut, von wo aus die beiden Mahlwerke auf der hölzernen Mahlbühne mit Riemen angetrieben wurden. Später wurde einer dr Mahlgänge mit elektrischen Antrieb ausgestattet. Neben der Tür des Turbinenhauses wurde eine kleine Gedenktafel angebracht, die Atorf & Propfe als Lieferanten der Turbine ausweist.

### Oude- of Banmolen te Valkenburg
Die Mühle bei Valkenburg brannte 1901 aus, worauf die Giebelfassade abgerissen werden musste. Die Erlaubnis, die Mühle wieder aufbauen und eine Turbine installieren zu können, wurde bereits 1902 erteilt. Diese wurde allerdings erst 1919 von Atorf & Propfe geliefert.

### Groote, Oude of Banmolen
Die Mühle bei Meerssen wurde 1931 renoviert, wobei die Wasserräder durch eine doppelte horizontale Francisturbine ersetzt wurden, der einzigen in den Niederlanden. Die ganze Anlage wurde durch A&P geliefert und aufgebaut. Es wurden hierbei eine große und eine kleine Turbineneinheit kombiniert, wodurch man wechselnden Wassermengen begegnen konnte, ohne zu viel an Wirkungsgrad einzubüßen. Man hatte so drei Möglichkeiten, die Turbinenleistung an den Wasserstrom anzupassen: nur die kleine Turbine, nur die große Turbine oder beide auf der eingekuppelten, gemeinsamen Welle arbeitend. Durch die Turbinenwelle wurde eine beeindruckende Transmissionswelle angetrieben, die mehrere unterschiedliche Maschinen mit Antriebsleistung versorgte.

### Scheeßel, Scheeßeler Mühle
Die Wasserräder der Scheeßeler Mühle wurden bereits im Jahr 1884 durch eine Francis-Turbine der Firma Brigleb und Hansen ersetzt. Im Jahr 1926 erfolgte der Einbau einer stehenden Francis-Turbine durch A&P, welche bei einem Gefälle von 2 Metern und einem Schluckvermögen von etwa 2700 Liter/sec eine Leistung von 45 PS hat. Die Turbine treibt mit 80/min über ein einfaches Holz-Eisen Kegelradgetriebe die Hauptwelle der Mühle an. Im Jahr 2009 wurde die Turbine umfassend restauriert. In der Mühle befindet sich ferner eine Rohr-Mischmaschine der Firma A&P mit einem Fassungsvermögen von drei Tonnen Mischgut.